# Хромолена
Хромолена (лат. Chromolaena; от др.-греч. χρῶμα, chroma — цвет и λαῖνα, laina — хлена) — род растений семейства Астровые (Asteraceae), распространённый в Северной и Южной Америке.

## Ботаническое описание
Кустарники, полукустарники или многолетние травы, 20—250 см высотой. Стебли прямостоячие или лазящие. Листья стеблевые, обычно супротивные; от дельтовидных до яйцевидных или эллиптических, реже линейные.
Корзинки собраны в тирсовидные или щитковидные общие соцветия, редко одиночные на длинных прямых цветоносах. Обёртки цилиндрические, реже от колокольчатых до полушаровидных, 2—7 мм в диаметре. Цветоложе плоское или слабовыпуклое, голое. Цветков по (6) 15—40 (75) в корзинке; венчик белый, голубой, синий, бледно-лиловый, красноватый или пурпурный. Семянки призматические, (3)5-ребристые, хохолок из около 40 волосков. x = 10, 16.

## Виды
Род включает около 165 видов, некоторые из них:
- Chromolaena arnottiana (Griseb.) R.M.King & H.Rob.
- Chromolaena bigelovii (A.Gray) R.M.King & H.Rob.
- Chromolaena borinquensis (Britton) R.M.King & H.Rob.
- Chromolaena bullata (Klatt) R.M.King & H.Rob.
- Chromolaena christieana (Baker) R.M.King & H.Rob.
- Chromolaena collina (DC.) R.M.King & H.Rob.
- Chromolaena frustrata (B.L.Rob.) R.M.King & H.Rob.
- Chromolaena glaberrima (DC.) R.M.King & H.Rob.
- Chromolaena hirsuta (Hook. & Arn.) R.M.King & H.Rob.
- Chromolaena hookeriana (Griseb.) R.M.King & H.Rob.
- Chromolaena horminoides DC. typus[1]
- Chromolaena ivifolia (L.) R.M.King & H.Rob.
- Chromolaena laevigata (Lam.) R.M.King & H.Rob.
- Chromolaena maximiliani (Schrad. ex DC.) R.M.King & H.Rob.
- Chromolaena odorata (L.) R.M.King & H.Rob. — Хромолена душистая
- Chromolaena opadoclinia (S.F.Blake) R.M.King & H.Rob.
- Chromolaena ovaliflora (Hook. & Arn.) R.M.King & H.Rob.
- Chromolaena perglabra (B.L.Rob.) R.M.King & H.Rob.
- Chromolaena pulchella (Kunth) R.M.King & H.Rob.
- Chromolaena quercetorum (L.O.Williams) R.M.King & H.Rob.
- Chromolaena sagittata (A.Gray) R.M.King & H.Rob.
- Chromolaena squarrosoramosa (Hieron.) R.M.King & H.Rob.
- Chromolaena squarrulosa (Hook. & Arn.) R.M.King & H.Rob.
- Chromolaena tacotana (Klatt) R.M.King & H.Rob.